# Lovászpatona
Lovászpatona es un pueblo ubicado en el distrito de Pápa, en el condado de Veszprém, Hungría.

## Superficie
Posee una superficie de 49,90 kilómetros cuadrados.

## Demografía
Hasta 2019 la población era de 1068 habitantes, con una densidad de población de 21,40 habitantes por kilómetro cuadrado.